# Ivan Nikichov
Ivan Fedorovitch Nikichov ou Nikichev (en russe : Иван Фёдорович Никишов), né en 1894 à Gouvernement de Vologda et mort le 5 août 1958 à Moscou, est un général soviétique du NKVD. Il dirigea le Dalstroï, une branche du Goulag, de 1939 à 1948.

## Biographie
Nikichov naquit en 1894 dans une famille de paysans du gouvernement de Vologda. Il adhéra au parti communiste en 1919, puis fit carrière au sein du NKVD. Il en fut le chef pour l'Azerbaïdjan, où il dirigea les purges en 1937. En 1938 et 1939, il était à la tête du NKVD de Khabarovsk, en Extrême-Orient. Nikichov dirigea ensuite le Dalstroï jusqu'en 1948, réussissant à accroître la production des mines d'or de la Kolyma. 
À Magadan, il divorça et épousa le commandant du camp des femmes, Alexandra Gridassova. Le couple mena une vie de luxe, servi par des domestiques, cuisiniers, chauffeurs et une brigade culturelle pour son divertissement. 
Ses difficultés à assurer l'approvisionnement furent résolus lorsque le programme Prêt-Bail entra en vigueur. Il put alors détourner une partie des marchandises livrées à Magadan pour les besoins du Goulag. Les navires de la flotte du Dalstroï, employés au transport des prisonniers vers les camps du Goulag, étaient envoyés aux États-Unis pour révision et réparation. En 1944, Nikichov et le général du NKVD Sergo Goglidzé réussirent à montrer au vice-président des États-Unis Henry A. Wallace une version édulcorée du Dalstroï, dont il fit ensuite un compte-rendu très positif. 
Mais des enquêtes pour détournement de fonds publics et débauche furent lancées contre Nikichov et il se retira en 1948. Il mourut dans sa baignoire, à Moscou, en 1958.
Nikichov fut membre du Comité central du Parti communiste de l'Union soviétique de 1939 à 1952.

## Distinctions
Ivan Nikichov fut distingué par plusieurs ordres et titres soviétiques, dont :
- Ordre de Lénine (1940 et 1943)
- Héros du travail socialiste (1944[1])
- Ordre du Drapeau rouge du Travail (1941)
- Ordre de Koutouzov (1945)